# Heiligenschein
Heiligenschein (tiếng Đức, mang nghĩa là "hào quang" hoặc "thánh quang", phát âm [ˈhaɪlɪɡənˌʃaɪn]) là một hiện tượng quang học trong đó một điểm sáng xuất hiện xung quanh cái bóng của đầu người quan sát khi có sự hiện diện của các giọt sương không khí. Trong ngành quang trắc và viễn thám, nó thường được gọi là điểm nóng. Và đôi khi nó còn được gọi là hào quang của Cellini, theo tên của nghệ sĩ và nhà văn người Ý Benvenuto Cellini (1500-1571), người đã mô tả hiện tượng này trong hồi ký của mình vào năm 1562.

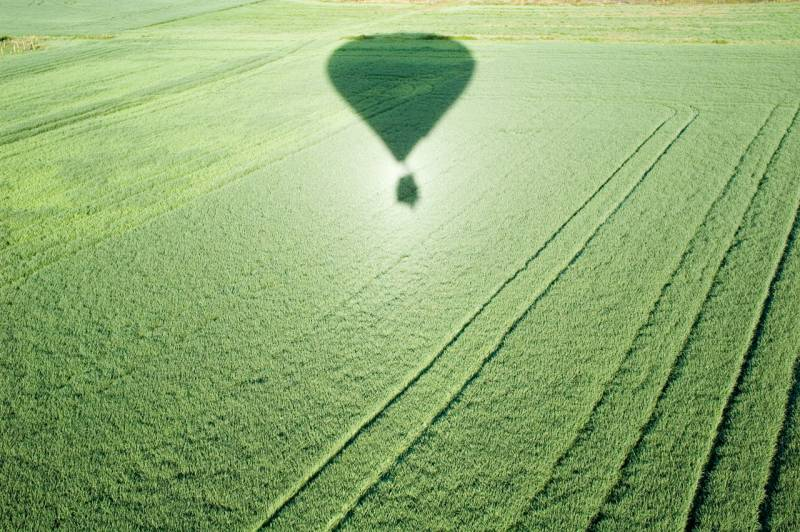
Heiligenschein, hay điểm nóng, xuất hiện quanh cái bóng của một khinh khí cầu đổ xuống một cánh đồng hoa màu non (tại Oxfordshire, Anh).

Những giọt sương dạng gần hình cầu có thể đóng vai trò như một thấu kính để tập trung các ánh sáng (ví dụ, từ mặt trời) vào bề mặt phía sau của chúng. Khi các ánh sáng này tán xạ hoặc phản xạ khỏi các bề mặt đó, chính thấu kính đó sẽ hội tụ lại ánh sáng đó vào hướng mà nó đã chiếu tới. Sự sắp xếp hình học này đôi khi còn được gọi là cấu trúc dàn phản xạ ngược mắt mèo (cat's eye retroflector). Nơi sáng nhất trên bề mặt của bất kì dàn phản xạ ngược nào chính là vùng xung quanh điểm đối nhật.
Hiệu ứng xung đối và glory là những hiệu ứng quang tương tự, nhưng được gây ra bởi những cơ chế khác nhau đôi chút.